# Kostel svaté Voršily (Chlumec nad Cidlinou)

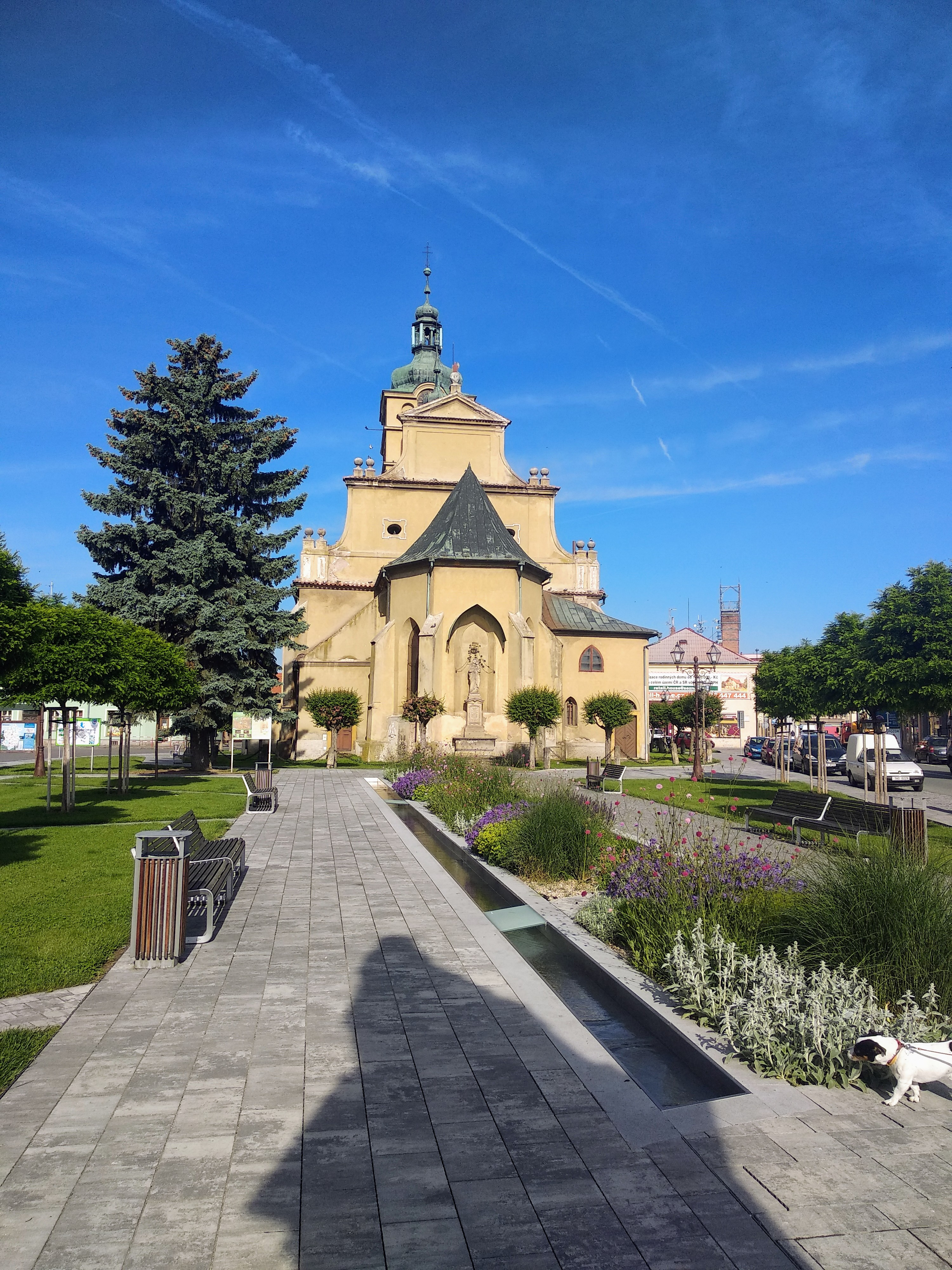
Pohled na kostel sv. Voršily z Klicperova náměstí

Děkanský chrám svaté Voršily je dominantou Klicperova náměstí v Chlumci nad Cidlinou. V Pocidliní je jedinou dochovanou stavbou pernštejnského období.

## Historie

### První kostel
Za prvního pražského biskupa byly Čechy rozděleny duchovní správou na devět, později deset, arcijáhenství. Chlumecká farnost spadala do župy novobydžovské a ta do arcijáhenství královéhradeckého. Prvním známým knězem, který v Chlumci působil, byl plebán Unka. Toho zmiňují konfirmační knihy, které nechal založit biskup Arnošt z Pardubic. Jak dlouho v Chlumci působil, není známo, avšak víme, že 4. října 1369 se vzdal své fary.
Původním farním kostelem v Chlumci nad Cidlinou byl středověký kostelík Nejsvětější Trojice. Teprve v první čtvrtině 16. století byl zřízen nový kostel sv. Voršily (jestli už tehdy nesl toto zasvěcení, nevíme), který se následně stal novým farním kostelem a posléze děkanským kostelem města Chlumce.

### Stavba velikého kostela neboli sv. Voršily
Kostel se začal stavět roku 1536. V registrech sirotčích, založených r. 1541, čteme: „Létha 1536 počal se stavěti kostel chlumecký a utratilo se naň vobecních peněz 300, ba nákladu panských 400 kop 50 gr čes., a pán jim dal zvlášť 200 kop a potom sám jest nakládal jeho mocí na krov, na klenutí, na dláždění, tak že jest k samému tisíci kop na něj naloženo.“[2]
Stavba byla dokončena v roce 1543. Kostel byl vystavěn jako utrakvistický. K dostavbě chrámové věže došlo v 16. a 17. století. Věž je prvně zmíněna roku 1617 zmínkou o hlásném, roku 1618 do ní byly zabudovány hodiny z vyhořelé radnice.[3] Věž ale dlouho zůstávala nedokončena, báň byla věži dána až 24. září 1677.[2]
Za třicetileté války byl kostel roku 1634 zpustošen saským vojskem. Dne 8. května 1677 vyhořel a 12. června téhož roku vichřice smetla štít, který květnový požár přežil. Dne 28. dubna 1733 se kostel znovu stává obětí požáru, tentokrát i s 44 dalšími domy ve městě.

Do obvodového zdiva presbytáře kostela jsou vloženy tři renesanční náhrobky, které byly vyzdviženy z krypty pod kostelem roku 1836. Na náhrobcích stojí:
"Letha Panie 1554 we cztwrtek przed pamatkau swate o Rzehorze umrzel slowutny Wawrzinecz Ssjcha poctiweo rzemesla rzeznickeo (kteryz tuto pochowan gest) Pan Buoh racz milostiw byti dussi go."
Na náhrobku je řeznický znak (lev se dvěma sekerami).
"Letha 1560 w neděli przed narozenjm Pana Krista umrzel gest slowutny Jan Wrabecz geho welebnosti cisarzske mlynarz v Chlumci."
Na náhrobku je dole mlynářský znak: palečné kolo.
"Letha 1601 w soo po šeste hodinie na den narozenj Pana Krista umrzel slowutný pan Pawel Doucha geho milosti czjsarzske fissmistr panstwj Chlumeckeho a w mistie tomto tielo geho gest pochowano oczekawa blahoslaweneho wzkrzjsseni."
Na náhrobku je zobrazeno poprsí staršího muže, po jehož stranách jsou dvě ryby.[
O stavbě kostela jsou uvedeny jen dvě zmínky. O první se dočteme v registrech sirotčích, založených r. 1541: "Létha 1536 počal se stavěti kostel chlumecký a utratilo se naň vobecních peněz 300, ba nákladu panských 400 kop 50 gr čes., a pán jim dal zvlášť 200 kop a potom sám jest nakládal jeho mocí na krov, na klenutí, na dláždění, tak že jest k samému tisíci kop na něj naloženo."
Druhá zmínka se nacházela na desce chlumeckého manuálu založeného r.1614. Tento nápis se nedochoval, ale dle K. Khuny, tam bylo uvedeno: „Tento kostel Chlumecký dělán a stavěn jest k rozkazu a nákladu urozeného pána Jana z Pernštejna a na Helfenštejně,  dědičného pna města tohoto, a dodělá léta od narození Syna Božího 1443 za ouředníka ty časy Tomáše Štěchovskýho, Zachaře z Plotišť, Jiříka Myslivce, tehdáž hospodáře města, a dostavěl jej mistr Petr, kterýž po dostavění jest umřel a tu také pochován jest. Pán bůh všemohoucí rač se smilovati nad jeho duší.“
Khun už tehdy správně odhalil, že zápis byl špatně přepsán a došlo k mylnému opsání data 1543 na 1443. Kostel byl tedy vystavěn v letech 1536–1543.
V roce 1596 se poprvé setkáváme s názvem „velikého kostela“. V městských počtech se píše o kostelnících „velikého kostela“. Takto je zmíněn ještě jednou v roce 1597, poté se tento název již neobjevuje.
Co se týče zasvěcení kostela, s jistotou se nedá tvrdit, že byl od počátku zasvěcen sv. Voršile. S takovýmto označením se poprvé setkáváme v roce 1630.

### Požáry a vpády vojsk
Kostel nepochybně utrpěl škody za vpádu saského vojska v roce 1634. V následujícím roce 1635 radní manuál uvádí nejasnou formulaci, „potomně vpád kurfiřtského lidu na témž kostele zůstal a shořel“. V následujících letech bylo nutné opravovat požárem způsobené škody. O tom svědčí výkaz, podle něhož chlumečtí skládali gruntovní peníze, které se použily na opravu střechy a na slévání zvonů.
Radní manuál se zmiňuje o požáru města roku 1677 a o jeho následcích, když píše: „Léta 1677 8.maii nešťastný pád ohně se stal v městě Chlumci okolo 1 hodiny z poledne, takže vejdouce od Jana Klicpery oheň 46 sousedův, k tomu kostel a věže, na kteréž zvony padaly, děkanství, škola, šatlava, špitál, pastouška, všeckno vyhořelo“.
Krátce po požáru, ještě roku 1677, však došlo k dalšímu neštěstí, o kterém radní manuál uvádí: „Téhož léta 12. junii v sobotu před svatou Trojici okolo čtvrté hodiny z poledne strhnul se vítr od západu tak velmi prudký, že štít na kostele, který při ohni zůstal 8. maii, když krov shořel, dolů srazil a shodil, od něhož kůr nad velkým oltářem se prorazil, kapli panskou všecknou rotříščil, takže všeckna zase se přestavovati musela, a masné krámy dva urazil, jakoby je uťal“.
O rychlém napravení škod svědčí třetí zápis v témže manuálu, kde čteme: „Anno 1677 24. septemb. báně na věž, kteráž se dala, drží v sobě 3 věrtele 1 štvrci, ta jest zavěšena na míru Pražskou“.

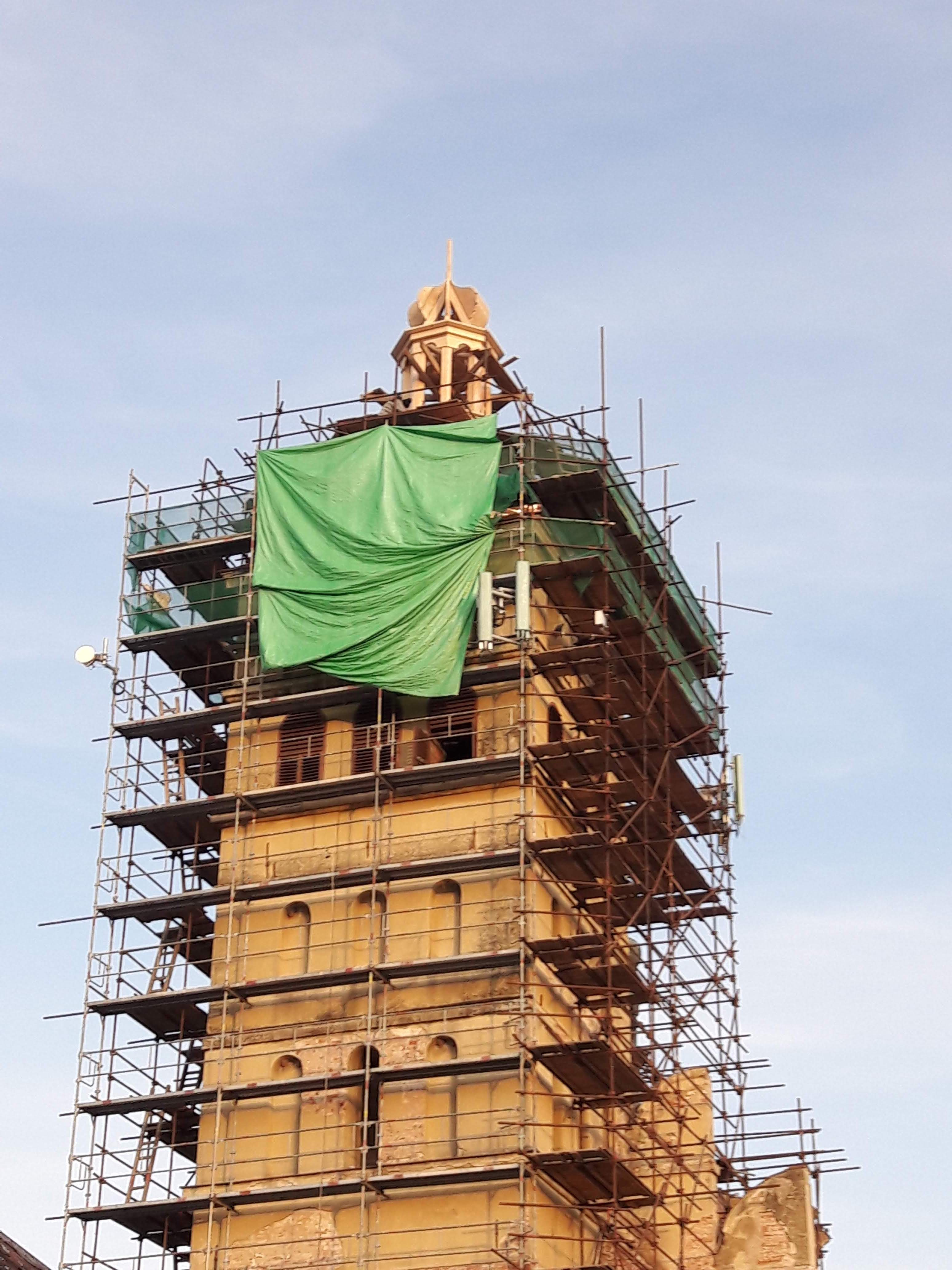
Rekonstrukce věže s bání

Kostel se stal obětí dalšího požáru města dne 28. dubna 1733, kdy „vyhořela polovina starého zámku, celá pravá strana města s děkanstvím, školou, kostelem, věžím a Kolínským předměstím, přičemž byly roztaveny také zvony.“ Tyto zvony bylo nutné po požáru nahradit novými odlitky. Ten největší, nacházející se v pátém patře kostelní věže, byl odlit roku 1736. Druhý, zavěšený západně od největšího zvonu, odlil roku 1734 malostranský zvonař Valentin Lissiack. Třetí zvon, zavěšený o patro níže, byl odlit již roku 1733, ale po prasknutí kolem roku 1790 byl roku 1822 přelit zvonařem Karlem Bellmannem.

### Nové varhany
Zásluhou tehdejší chlumecké vrchnosti byl kostel v roce 1797 opraven a obohacen o varhany.  Děkan Velich o tom píše ve své zprávě z 9. března 1828: „1797 dal p. t. hrabě Ferdinad Kinský v nově opraveném kostele sv. Voršily dal nově zřídit hudební chór, obehnaný krásnou, železnou a pozlacenou parapetní mřížkou, s novými, mistrovsky p. Pavlem Horákem, varhanářem z Kutné Hory, zhotovenými varhanami“.
Roku 1849 se začalo jednat o stržení hřbitovní zdi a jejím nahrazení sloupy s řetězy. Stavební inženýr Antonín Dolleschal zhotovil plán a rozpočet. Na podzim téhož roku už byla hřbitovní zeď stržena a roku 1850 byly postaveny zdi s řetězy. Roku 1894 byly v kostele postaveny nové varhany, které zhotovil varhanář Emanuel Petr. Dne 2. února téhož roku byly varhany posvěceny a poprvé se na ně hrálo.

### Rekonstrukce 2019-20
Na podzim roku 2019 byla zahájena rozsáhlá rekonstrukce kostela. Jejím hlavním cílem je kompletní výměna střechy kostela (tj. krovu i střešní krytiny), oprava fasády věže a západního průčelí kostela a některé další interiérové rekonstrukční práce. Rekonstrukce je částečně financována i z veřejné sbírky vyhlášené městem Chlumec nad Cidlinou.

## Architektura
Kostel je postaven ve slohu pozdní gotiky a nastupující renesance. Základem kostela je halové trojlodí, kostel má trojboce uzavřený presbytář a severní portál nese renesanční ostění. Trojlodí chrámu je sklenuto křížovou klenbou, kruchta je trojramenná. Presbytář má valenou klenbu.[5]
Hranolová věž dostavěná v 16. a 17. století nese obloučkový renesanční štít. Věž představuje typickou městskou věž tohoto období, liší se ale přístavbou ke kostelu. Ve vyšším funkčním patře byly umístěny dva zvony, pod nimi komora hlásného, kde byl rovněž zvon. Umístění zvonů ve dvou patrech není v Čechách běžné.[1]
Počátkem 20. století byla podoba stavby nově upravena Václavem Suchardou.
Kostel je situován do západní části přibližně trojúhelníkového náměstí. Stavba se tak obrací do prostranství presbyteriem, kdežto vstupy jsou umístěny do bočních průčelí lodi a do přízemí věže, připojené před západní průčelí lodi. Základní dispozici o široké lodi, užším presbyteriu a průčelní věži doplňuje systém přístavků. Ten tvoří dvě schodiště přiložená k bočním stěnám věže, k jižní stěně lodi je přistavena předsíň a presbytář provází na jihu nevelká oratoř. Sedlová střecha lodi je zakončena zděnými štíty. Presbyterium je rovněž opatřeno sedlovou střechou s jehlancovitým zakončením nad polygonálním závěrem. Průčelní věž je zakončena monumentální cibulovitou střechou. Loď je dvěma řadami osmibokých pilířů rozdělena v trojlodí. V 18. století byla v kostele zřízena hrobka majitelů chlumeckého panství hrabat Kinských, pohřbeni jsou zde nejvyšší lovčí Leopold Kinský (1713–1760) a jeho syn František Ferdinand II. Kinský (1738–1806).

### Loď

#### Exteriér
Střecha lodi je sedlová s prejzy a výraznými námětky. Ve středu ze střechy vystupuje osmiboký sanktusník s hranami do světových stran. Je zakončen cibulí s jehlancovým nástavcem a bání.

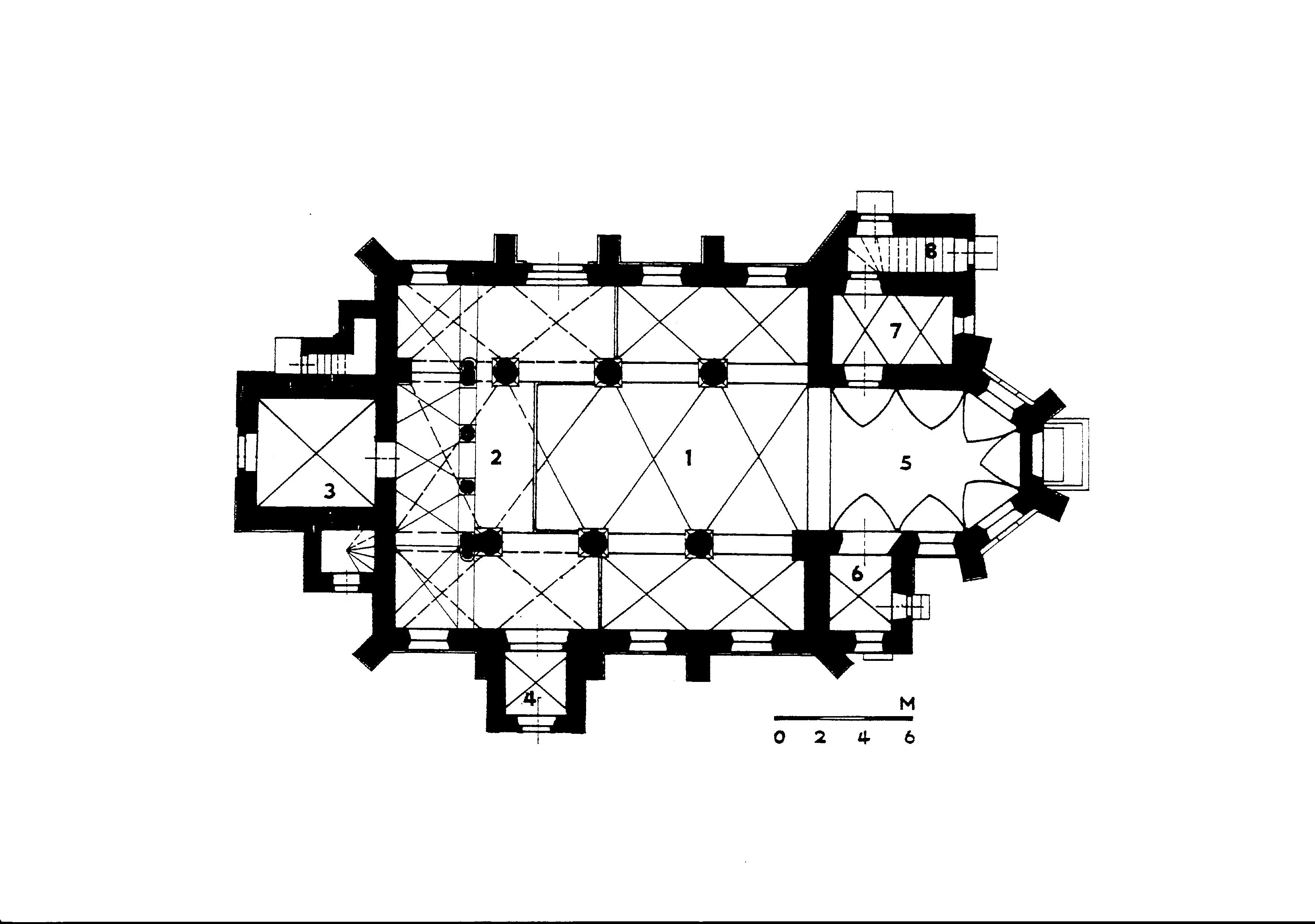
Půdorys kostela

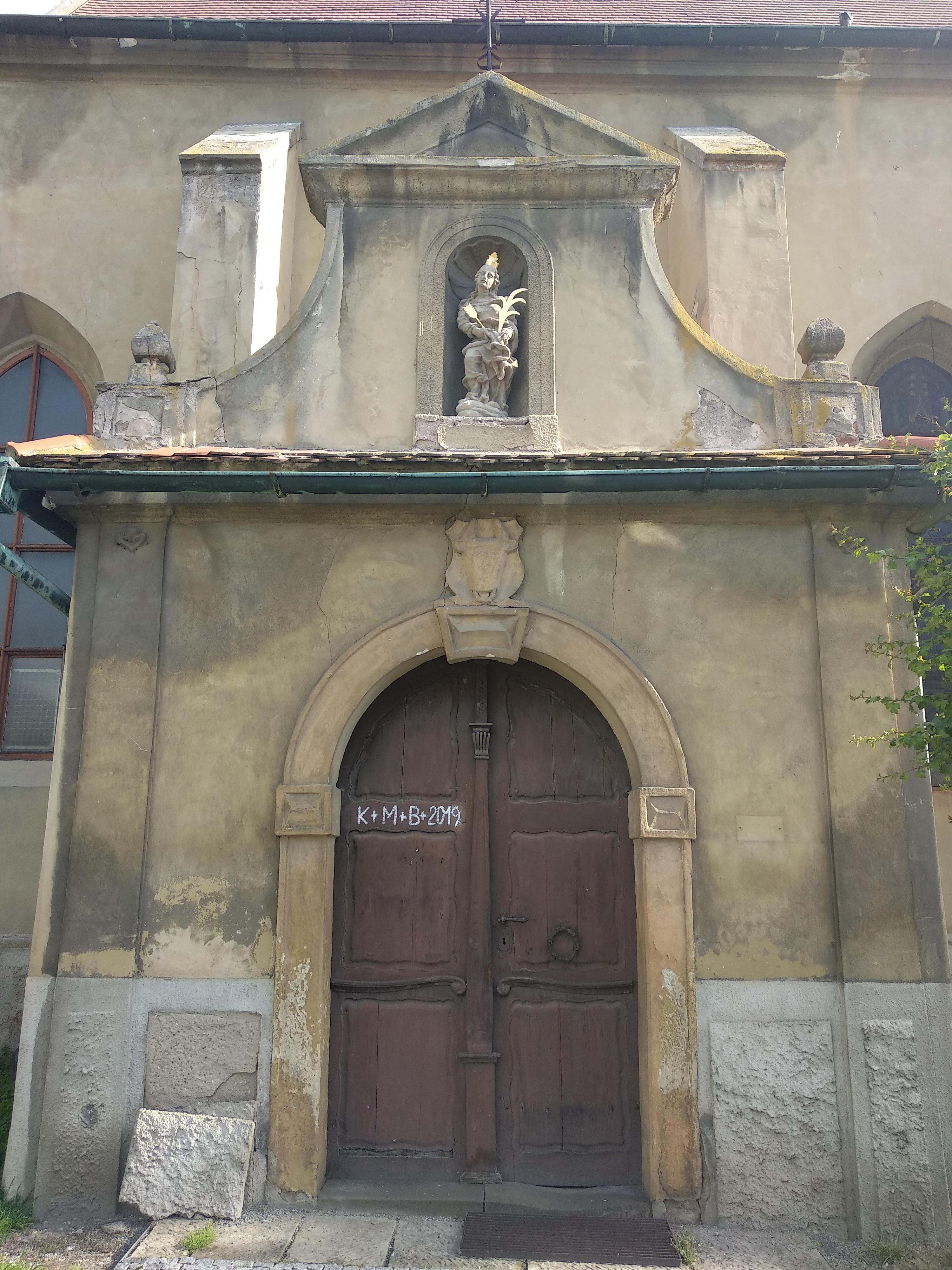
Vstup do kostela

##### Severní průčelí lodi
Průčelí se dělí do čtyř os, tvořenými třemi hranolovými opěrnými pilíři, které jsou kryty stříškou. V místech nároží jsou diagonálně umístěny dva podpěrné pilíře. Hlavní římsa má maltový barokní profil (dole malá sima, okapní lišta, velká sima). Obdélný portál, umístěný mezi druhý a třetí podpěrný pilíř, má půlkruhové zakončení s mírným, sotva patrným zalomením. Ostění je profilováno dvěma oblouny oddělenými výžlabkem. Nad portálem je mělký čtvercový výklenek se soškou světice.

##### Západní průčelí lodi
V rohu u věže je přičleněno schodiště vedoucí na kruchtu. Tento přístavek je krytý pultovou střechou s bobrovkami. Pod patou štítu je profilovaná maltová římsa. Střešní štít je uspořádán stupňovitě a je členěn vodorovnými římsami (jedna oblá, dvě hranolové).

##### Jižní průčelí lodi
V obou východních polích jižní stěny lodi jsou okna stejná jako na severní straně lodi. Zasklení je ovšem bohatěji zdobeno. V každém okně jsou umístěny vždy dva světci v gotizujícím pojetí. V západním okně je snad sv. Václav a sv. Vít, ve východním okně dva světci, z nichž jeden drží kříž. Mezi opěrné pilíře druhého pole od západu je přistavěna předsíň.

##### Východní průčelí lodi
V jižní části je průčelí viditelné jen v horní části, protože je jinak zakryto přístavkem oratoře. Hlavní římsa se zde liší od lodi i od presbyteria. Je profilována dvěma hranoly, oddělenými oblounem.

##### Štít

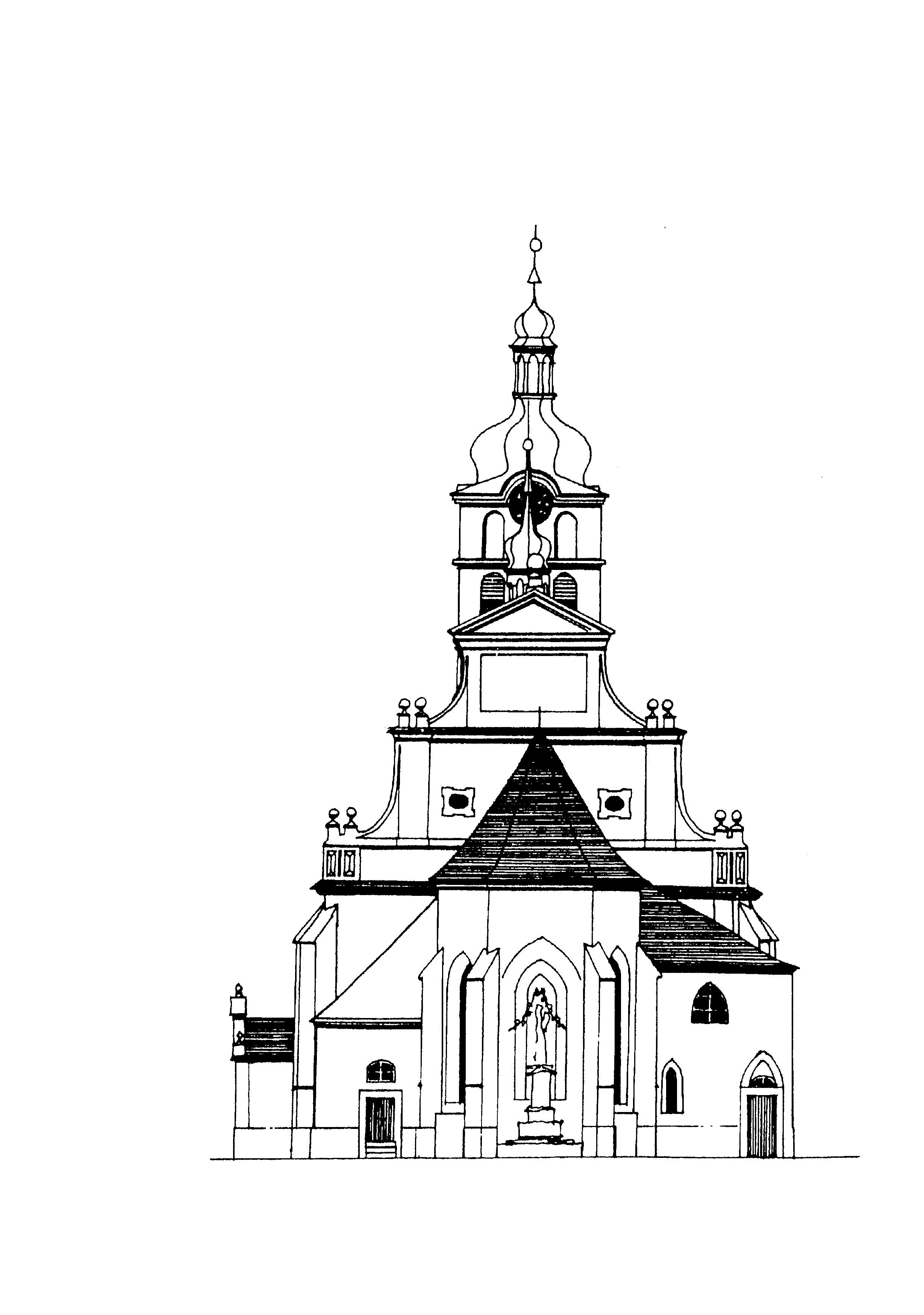
Pohled – východní

Je monumentální barokní dílo. Základnu štítu tvoří pás a římsa. Nad nárožími jsou pilířky, na nichž sedí kamenné koule. Spodní pole štítu je ohraničeno pilastry. Do dolní části štítu jsou vložena oválná okna, lemovaná lištou. Vodorovně štítí dělí barokně profilovaná maltová římsa. Na horní ploše římsy jsou prejzy.

#### Interiér
O vnitřní výzdobě kostela se dozvídáme ze zápisů chlumeckého kantora Scholtce: „L. 1739 od jistého Jezuvity Pátera Čakrta jsou dva obrazy kostelu sv. Voršily darovány: sv. Ignaciusa a sv. Františka a ten obraz sv. Trojice. Jan Pavikovský, postmistr chlumecký, dal malovati poslední soud u sv. panny Voršily v kostele, kterýžto koštoval 50 fl. rýn. Svícen, který visí před velkým oltářem, koupil pan Matěj Veselej, hospodář ovčína levínského, i také do Žíželic umíráček koupil; svícen byl za 35 zl. rýn. L. 1737 jsou v kostele chlumeckým varhany na francouzský ton přeštemovány, též positiv k nim přidělanej a nový měchy. Od nich dali 130 zl. rýn. Předělával je Jan Horák z Hořeňovsi za kantora Františka Scholtce...“
Obrazy Ukřižovaného a sv. Františka Xaverského jsou připisovány Karlu Škrétovi. Cínová křtitelnice pochází ze 16. století.
Reliéfy andělů dekorující kněžiště pocházejí z dílny rodiny Suchardů, autorem je pravděpodobně Stanislav Sucharda. Míra působení rodiny Suchardů na výzdobě kostela je ale stále předmětem odborných diskusí.
Mírně protáhlý obdélný půdorys lodi je rozčleněn dvěma řadami arkád do tří lodí. Střední loď navazuje v plné šíři na presbyterium.

##### Mezilodní arkády
Jsou neseny osmibokými pilíři, které jsou nahoře zakončeny jednoduchými hlavicemi.

##### Klenby trojlodí
Klenby bočních lodí jsou valené se stýkavými lunetami. Příčný řez těchto kleneb je zhruba půlkruhový. Trojramenná hudební kruchta, zaujímá asi západní třetinu délky hlavní lodi a zasahuje do bočních lodích. Dispozice kruchty tvoří arkádou nesená pavlač. Klenba je zde půlkruhová valená. Nad portálem jižní předsíně lodi je vložen štít s reliéfem pernštejnské zubří hlavy. Předsíň je zaklenuta křížovou klenbou s odsazenými patkami.

##### Presbyterium
Presbyterium má obdélný půdorys a je zakončeno trojbokým závěrem. Na západě se otevírá do lodi zaklenutým vítězným obloukem, který má mírně zalomený tvar. Je členěné obdélnými okny se záklenky. Klenba je nesena kamennými konzolami s polygonálními krycími deskami. Konzoly jsou dekorovány figurálními (masky v závěru), rostlinnými a architektonickými motivy.

##### Sakristie při severní stěně presbyteria
Přístavek sakristie se v přízemí dělí do dvou traktů. V jižním traktu při stěně presbyteria je situována sakristie. Východní část severního traktu zaujímá schodiště. Klenbu tvoří dvě pole hřebínkové klenby s odsazenými patkami.

##### Oratoř při jižní stěně presbyteria
Na jižní stěně ze vnějšku je renesanční náhrobník dat. 1554. Otvor oratoře je vyzdobený gotickými štukovými dekoracemi. Jeho tvar připomíná sedlový portál. Pod arkádou, posázenou kraby a doplněnou postranními fiálami, jsou umístěny reliéfy andělů. Interiér tvoří křížová klenba.

### Věž

#### Exteriér

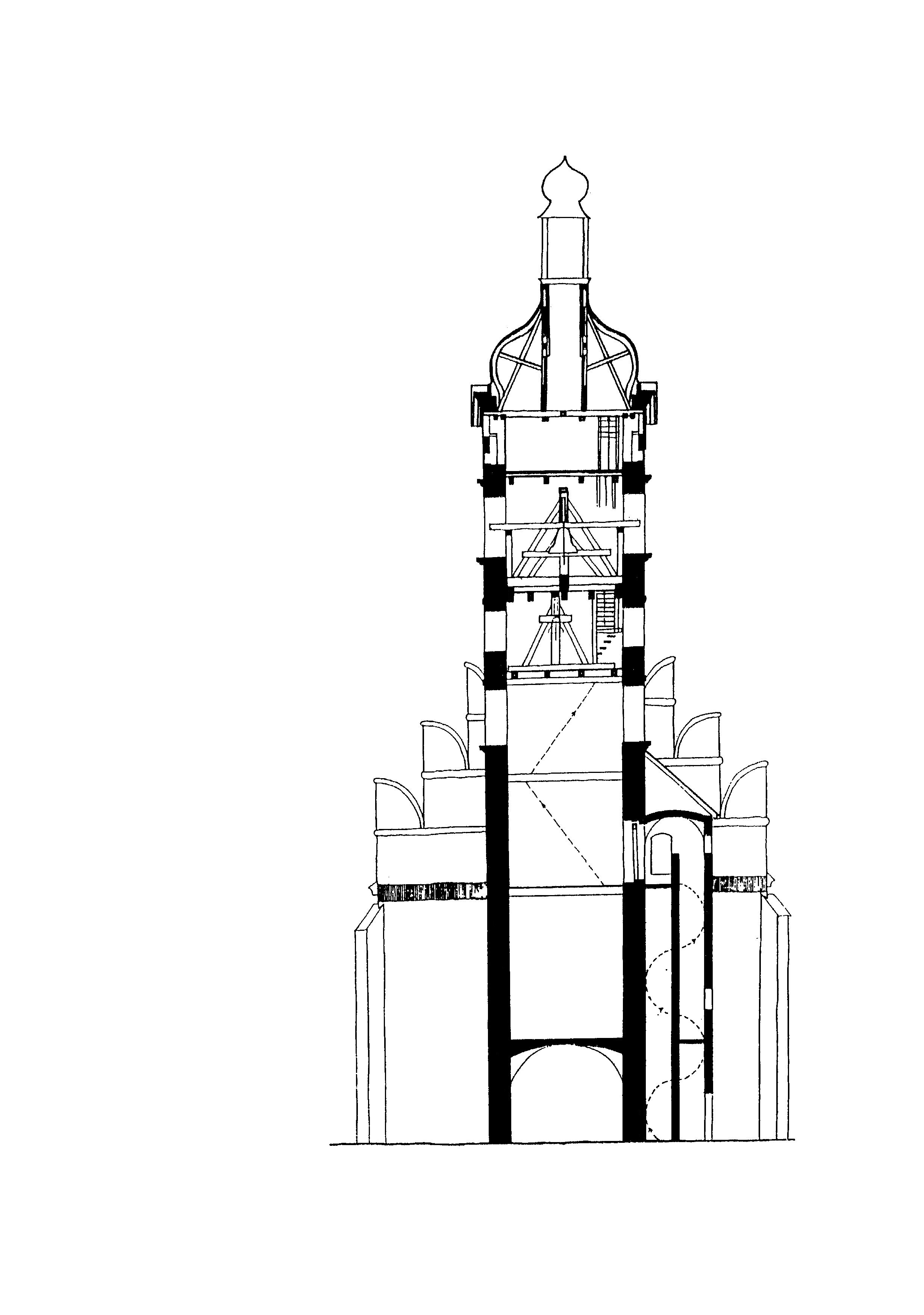
Řez věží

Věž má celkem 6 pater. V přízemí ani v 1. patře není žádný otvor. Na západní stěně na rozích je v těchto patrech odhaleno pískovcové armování.  V 1. patře je římsa zespodu profilovaná výžlabkem mezi dvěma okosy. Nad římsou v 2. patře jsou tři obdélné niky s půlkruhovými záklenky. Prostřední je nahrazena oknem bez výplně. Toto schéma se opakuje i ve 3. a 4. patře v něm už ovšem otvor chybí. V 5. patře je trojice větších oken, která jsou uzavřena žaluziemi. Nad nimi se opakuje jako v dolních patrech hranolová římsa podložená oblounem. Nahoře se uprostřed nachází hodinový ciferník.

#### Interiér
Interiér věže je rozčleněn do šesti pater. Přízemí a první patro je zaklenuto křížovou klenbou. 1. patro věže je přístupné z prostoru kruchty. Stropy dalších pater jsou trámové.

## Aktivity
Bohoslužby se konají vždy v neděli v 9:00, v létě pak také každé úterý, středu a pátek v 18:00.
V rámci pravidelných předvánočních trhů (tzv. Zlatá neděle na Chlumeckým rynku) v kostele členové Skautu Chlumec rozdávají Betlémské světlo.
Půlnoční mše 24. prosince ve 24:00 je spíše společenskou událostí, které se účastní i mnoho ateistů.

## Galerie

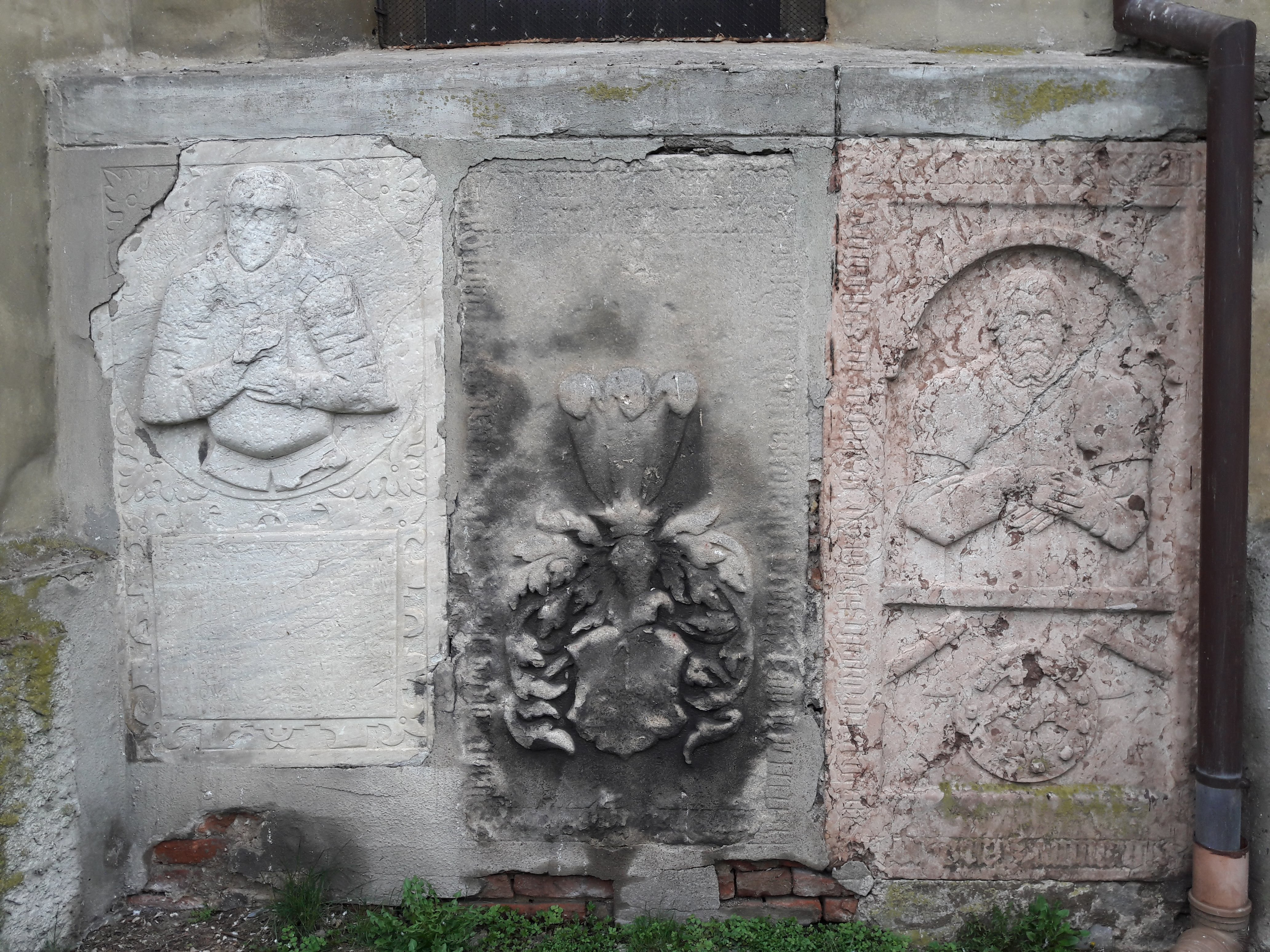
Renesanční náhrobky ve zdi kostela
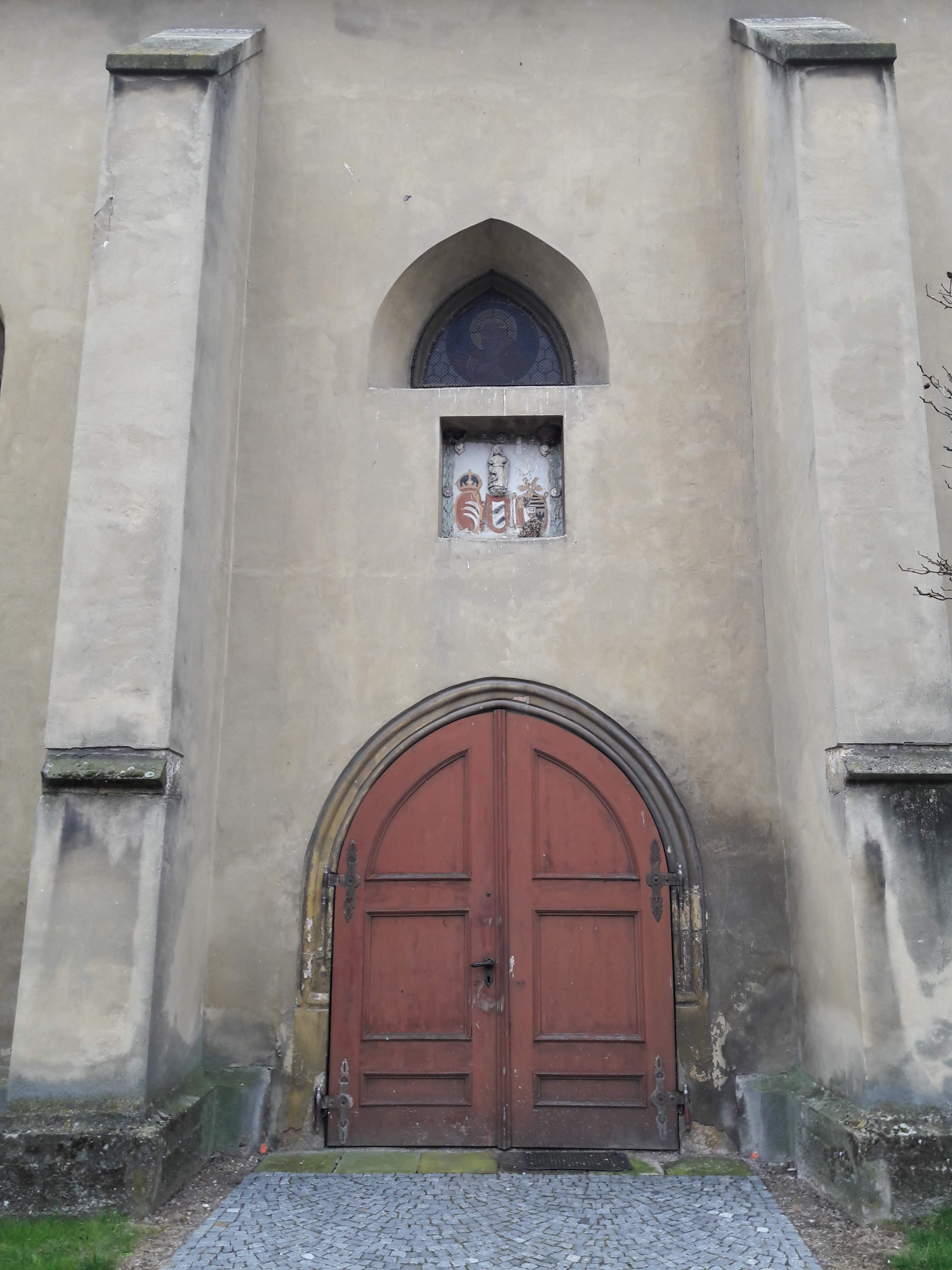
Severní portál kostela
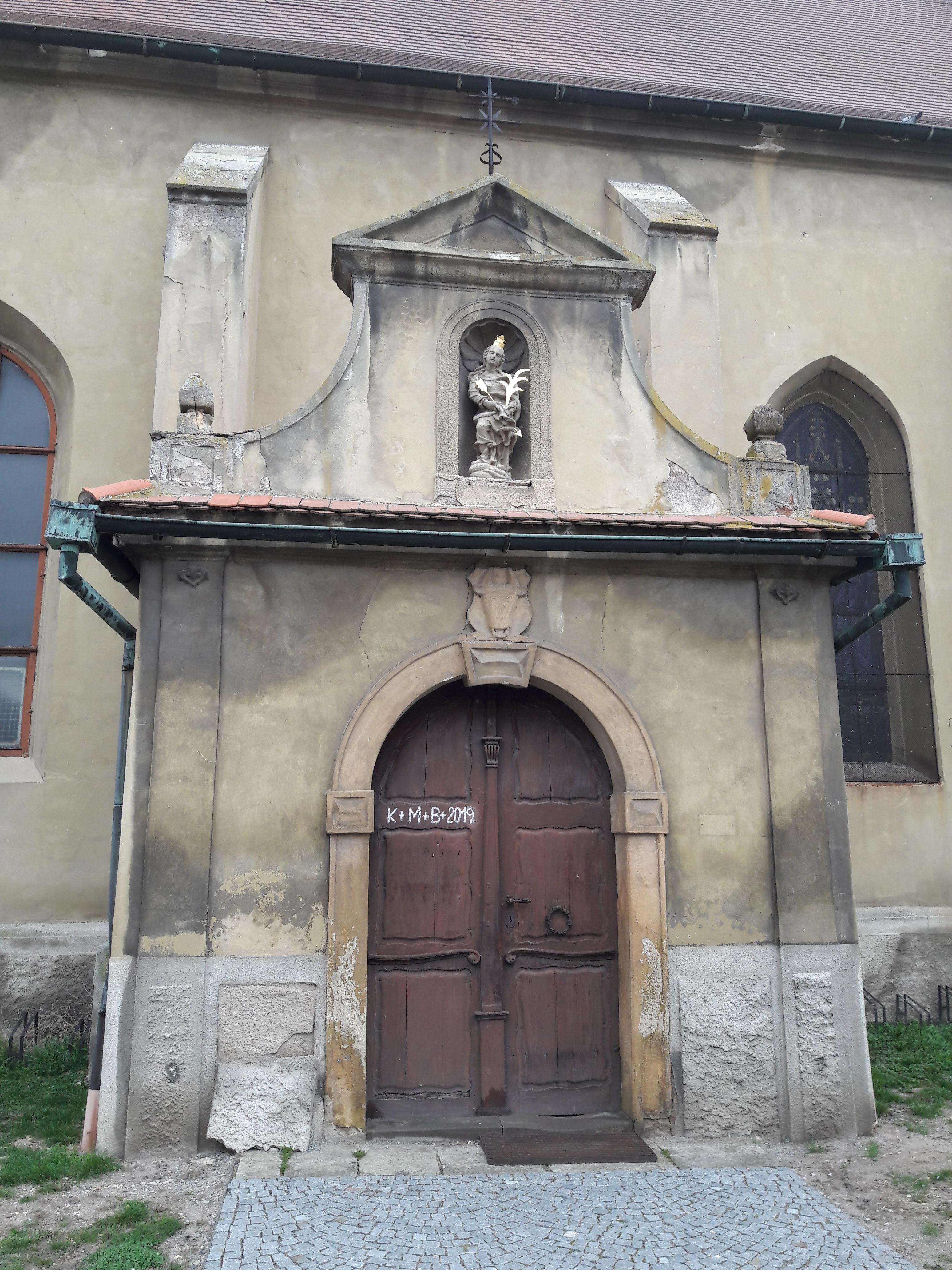
Jižní portál kostela
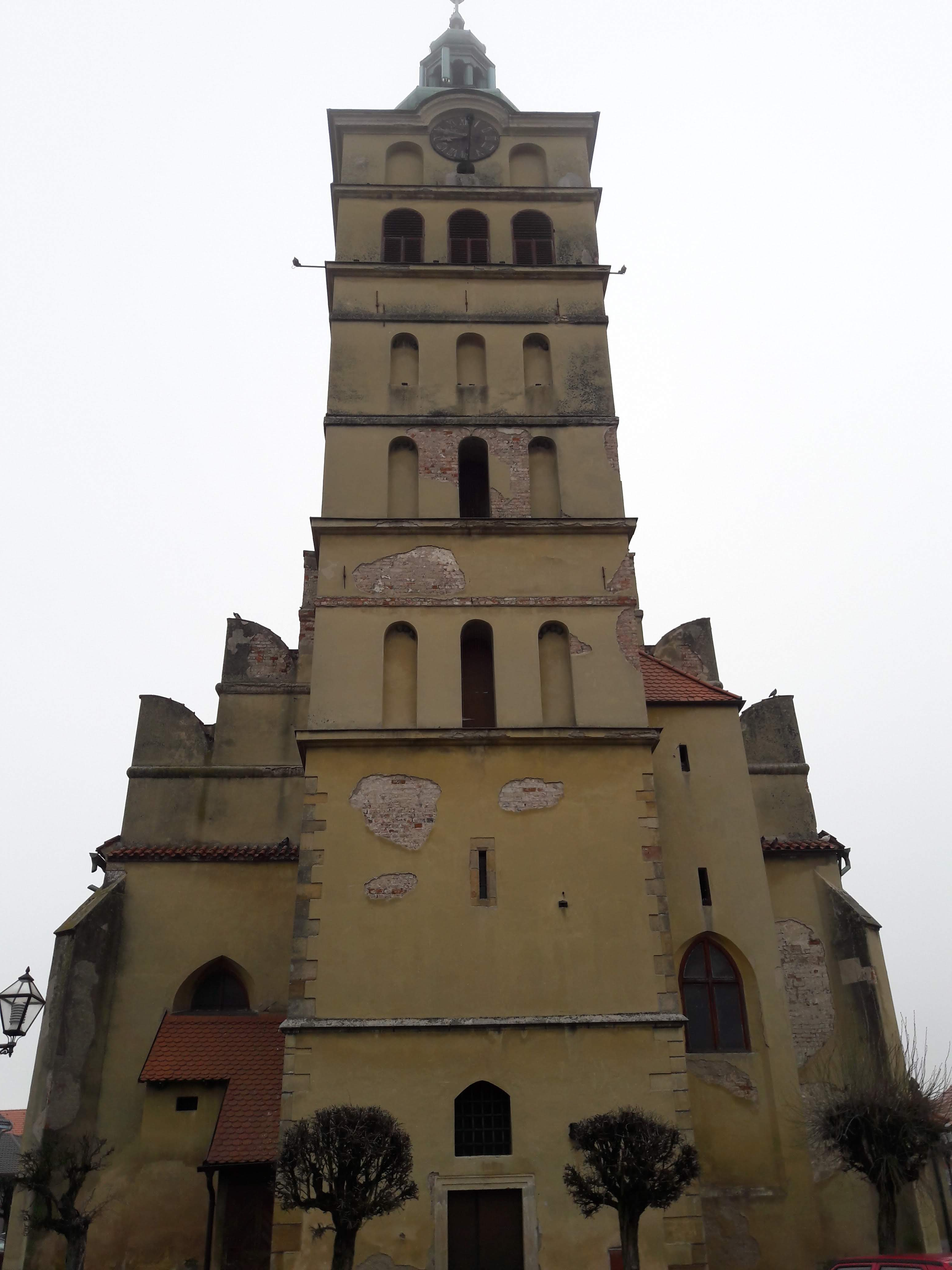
Renesanční štít kostela
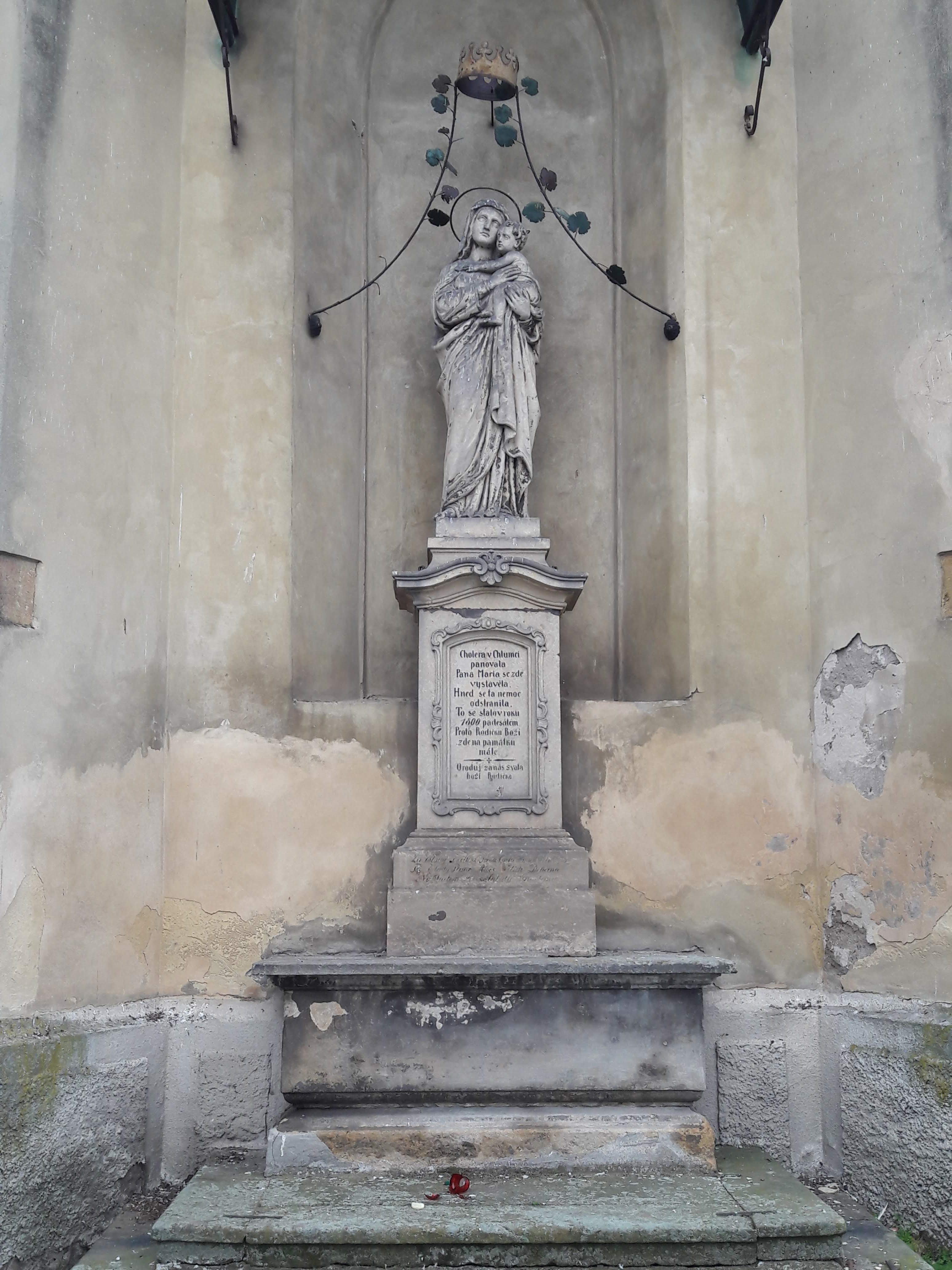
Pohled na presbytář z východu